# Jornadas de Profesionales del Libro
Evento anual que se realiza en la Ciudad de Buenos Aires y congrega a más de 10 000 profesionales del mundo de la industria editorial.

## Fecha y lugar
Se realizan en abril en el marco de la Feria Internacional del Libro de Buenos Aires, en la Rural, Predio Ferial de Buenos Aires.
Las 26.as Jornadas de Profesionales se desarrollarán desde el 21 hasta el 23 de abril de 2010.

## Participantes
Editores, distribuidores, libreros, agentes literarios, traductores, ilustradores, gráficos, educadores y bibliotecarios concurren a participar de este gran encuentro de la industria editorial.

## Actividades
Seminarios, reuniones y cursos para cada sector de la industria editorial. Están a cargo de destacados especialistas de la Argentina y del exterior.

## El sitio de las Jornadas
La información actualizada de este evento está disponible en la página de las Jornadas de Profesionales del Libro.

## Ente Organizador
La organización está a cargo de Fundación El Libro.